# Stempfferia
Stempfferia là một chi bướm ngày thuộc họ Lycaenidae.